# If Leaving Me Is Easy
If Leaving Me Is Easy (deutsch: „Wenn es leicht ist, mich zu verlassen“) ist ein Lied von Phil Collins.

## Geschichte
Das von Phil Collins verfasste und produzierte Lied wurde im Mai 1981 veröffentlicht und war in Großbritannien und Irland erfolgreich. Es erschien auf dem Album Face Value.
Im Refrain singt Collins im Falsett.
Dies war der erste Collins-Song, an dem auch Eric Clapton mitwirkte, wie später auch in I Wish It Would Rain Down.
In einer Folge von Classic Albums äußerte Collins, nach der No-Jacket-Required-Tour diesen Song nie wieder singen zu wollen, da die Zuhörer während der Darbietung schrien, anstatt ruhig zu sitzen.

## Coverversionen
- 1985: The Isley Brothers
- 1993: Eric Clapton
- 2001: Daryl Stuermer